# Santa Marta (Colômbia)
Santa Marta é uma cidade colombiana, capital do departamento de Magdalena e o terceiro centro urbano de importância da região Caribe depois de  Barranquilla e Cartagena. Fundada em 29 de julho de 1525 pelo conquistador espanhol Rodrigo de Bastidas, é a mais antiga cidade existente da Colômbia e a segunda mais antiga da América do Sul.
Esta cidade, situada na baía de mesmo nome, é um dos principais destinos turísticos do Caribe colombiano. Sua localização entre a Sierra Nevada de Santa Marta, com os picos mais altos do país, e do Mar do Caribe, o tornam atraente para explorar a variedade da fauna e flora que estão na região, bem como locais históricos e culturais que a cidade possui. Como um fato importante, Simón Bolívar faleceu em uma fazenda denominada Quinta de San Pedro Alejandrino que na época se encontrava nos arredores da cidade, de 17 de dezembro de 1830. Devido a isso, a constituição de 1991 conferiu a Santa Marta o caráter de Distrito Turístico, Cultural e Histórico.
Seu núcleo mais povoado e de maior atividade comercial aparece na zona central tradicional, próximo à Praça do Mercado. O plano compreendido entre a Estrada primeira, a rua 22 e a Avenida del Ferrocarril, pode moldar o Centro histórico e o núcleo comercial da cidade.
Os símbolos da cidade de Santa Marta são a bandeira bicolor composta pelas cores branca e azul celeste e o brasão de borda azul celeste também, da parte superior à parte inferior se encontram três imagens: a Virgem Maria, uma torre e uma pequena embarcação de quatro remos.

## Símbolos

### Bandeira
A bandeira de Santa Marta possui duas cores: o branco e o azul, o branco significa a paz, todos unidos sem ressentimentos por esta terra, o azul é o céu, é o mar, é o horizonte mágico e prateado das montanhas.

### Brasão
Não foi totalmente esclarecido seu brasão, em grande parte devido às guerras internas, terremotos, incêndios, pirataria e outros atos que a cidade suportou durante a conquista e até mesmo a colônia.

#### Brasão colonial
- O primeiro brasão de armas utilizado pela cidade foi concedida pelo rei Felipe II da Espanha Vigente de 1572.
- O segundo brasão usado foi concedido pelo rei Carlos III da Espanha Vigente de 1774.

#### Brasão republicano
Brasonado

É assinalado pelo seu emblema de armas, o Escudo de Santa Marta. A imagem da Virgem da Imaculada Conceição, defensora da cidade, o fundo brilhante simbolizando a caridade e a nobreza que é visto em primeiro plano. No fundo, uma torre com seus raios de sol nascente, o que indica que a cidade foi o início de uma florescente nação, o sol tem uma área de ouro que significa riqueza e realeza da cidade, que transportava a religião e a cultura. No terceiro nível é o mar do Caribe, com um barco de quatro remos, para nos ensinar o caminho para o futuro, também representando a beleza e a generosidade de suas águas calmas.
Desde maio de 1929, o presidente da Câmara de Santa Marta começou a usar em seu papel timbrado o escudo de torre e o barco com quatro remos como o mais antigo dos brasões de armas que se realizou na cidade. No entanto isso deixava de lado a Imaculada Conceição que havia sido concedida pelo monarca espanhol em 1774, por isso a partir de 1951, o governo municipal incluiu a Virgem em suas armas, tal como é hoje.

Primeiro Brasão de Armas de Santa Marta.
Segundo Brasão de Armas de Santa Marta.

## História

### Era pré-colombiana

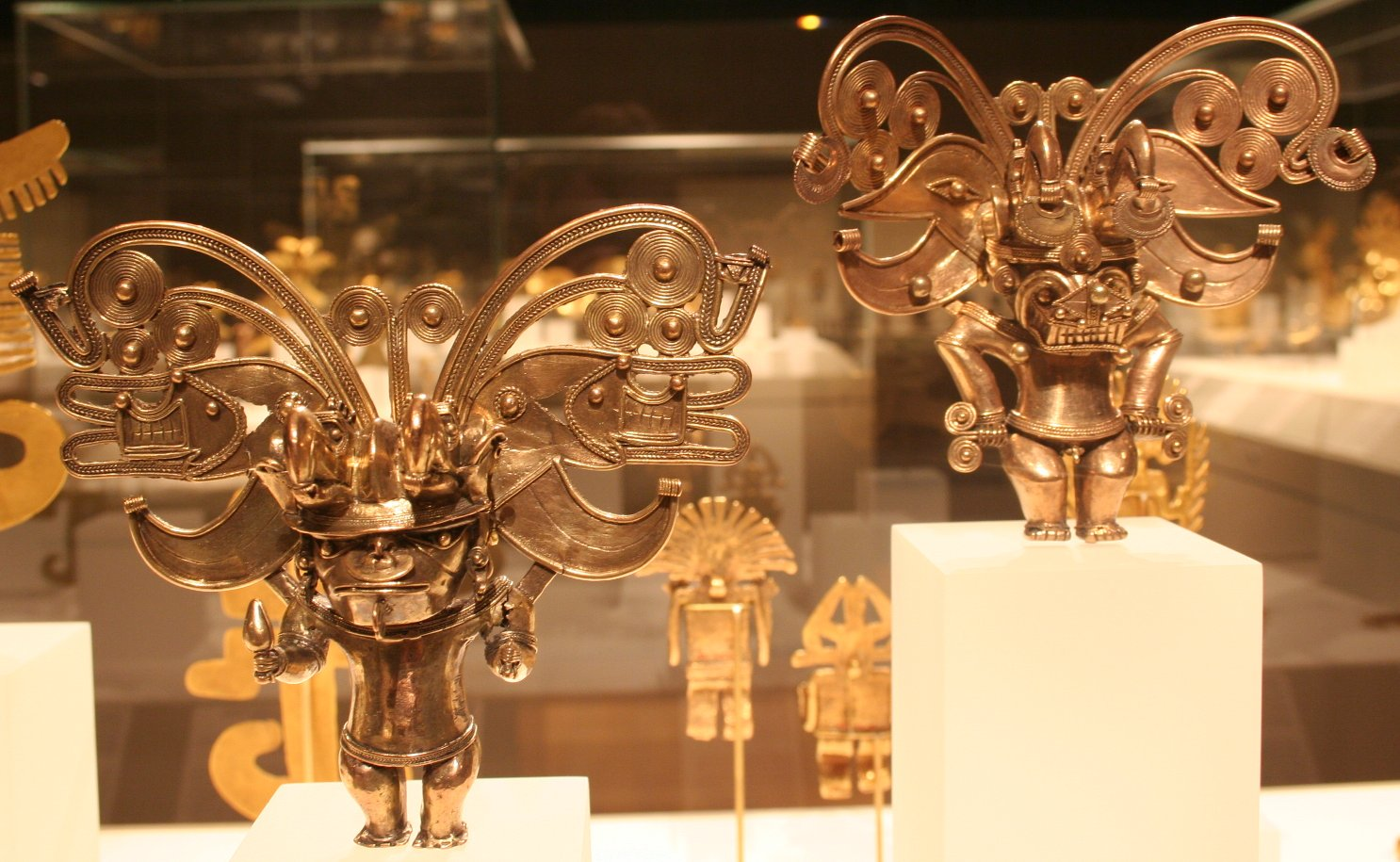
Ourivesaria Tayrona.

Antes da chegada do homem europeu, o continente americano era povoado por indígenas cuja origem, no caso particular de Santa Marta, é muito difícil de determinar porque estando ao norte da América do Sul e no extremo norte da Colômbia, experimentava o passo de migrações indígenas em todos os aspectos.
Os originários, que finalmente chegaram a povoar o território, formaram grupos separados pelo complexo topográfico com culturas mais ou menos diferentes. Entre eles, destacam-se os Taironas, que tiveram grande influência na Região do Caribe Colombiano e estavam localizados no sopé da Serra Nevada de Santa Marta, em sua encosta norte.
Os Taironas formavam núcleos de povoação com numerosos habitantes. Sua economia era essencialmente agrícola: cultivavam milho, batata, abacaxi e outros produtos com técnica avançada, sistema de irrigação e terraços. Eles trocavam seus produtos com outras tribos indígenas do interior do país, até as esmeraldas chegarem à costa. Exploravam o sal e trabalhavam o ouro.

### Era hispânica

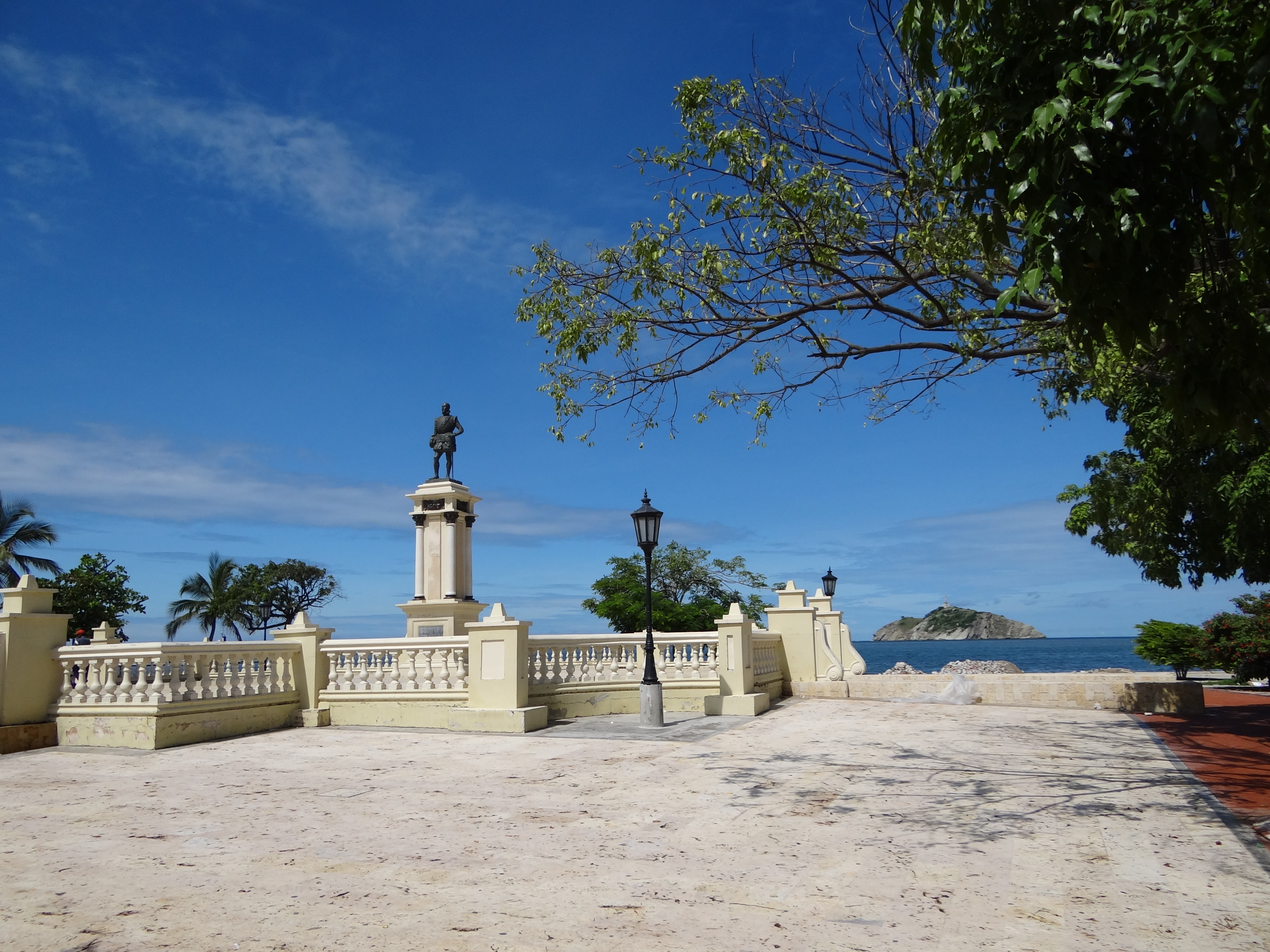
Monumento a Rodrigo de Bastidas na Baía de Santa Marta.

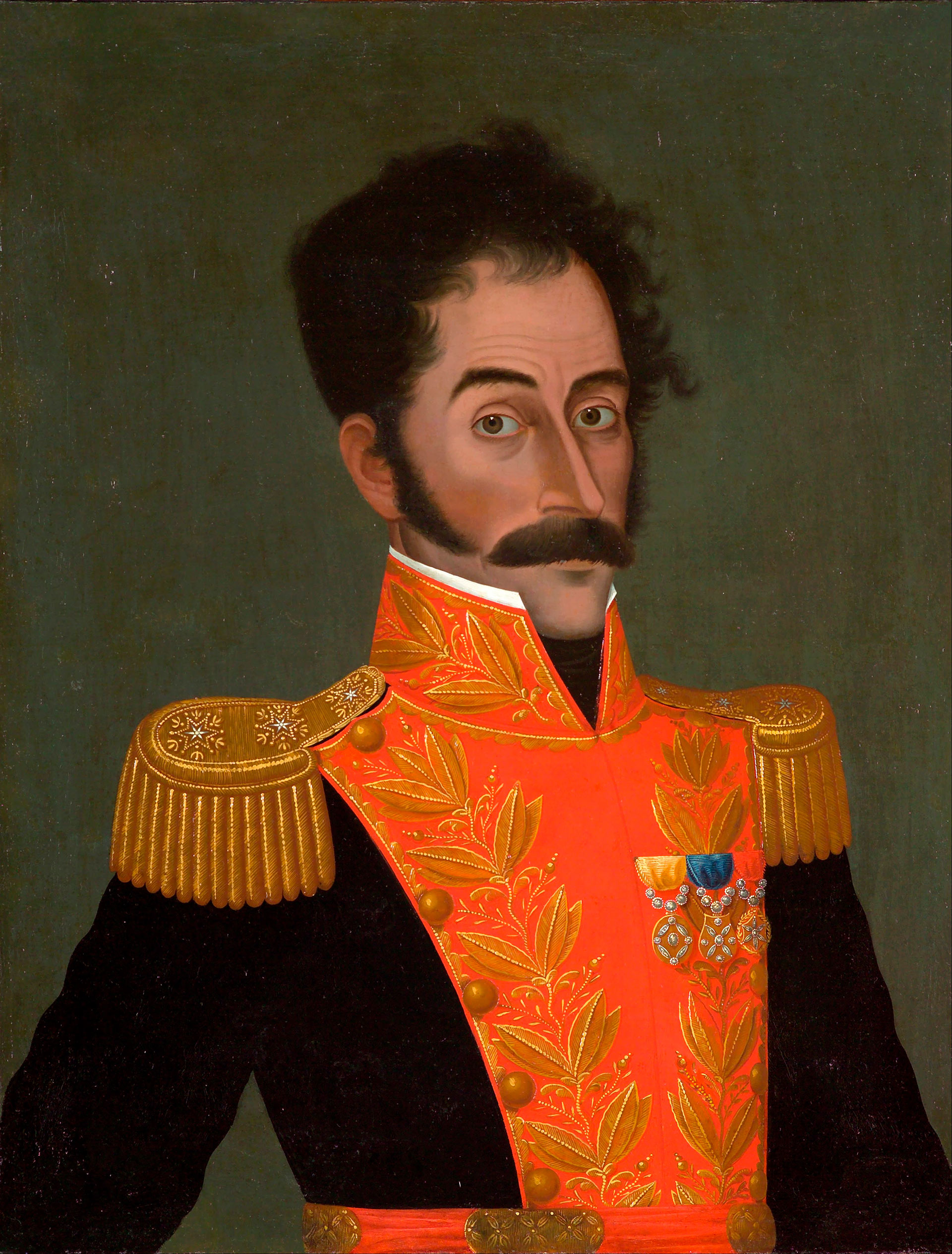
Simón Bolívar faleceu em 17 de dezembro de 1830 em Santa Marta.

Em 1524, Rodrigo de Bastidas capitulou a governação de Santa Marta que correspondeu aos territórios desde o Cabo da Vela até a boca do Rio Magdalena, a responsabilidade sobre estas governações caiu somente sobre o capitulante e em nenhum momento sobre a realeza espanhola.

## Esportes
Santa Marta é a cede do time de futebol Unión Magdalena, que foi campeão colombiano em 1968. Carlos Valderrama um dos jogadores de futebol de maior sucesso da Colômbia nasceu na cidade, e começou sua carreira nesse clube. Em sua homenagem foi construída uma estátua na frente do estádio do clube, o Eduardo Santos.